# Fuerza de Defensa Nacional (Siria)
La Fuerza de Defensa Nacional (en árabe: قوات الدفاع الوطني‎) Quwat ad-Difāʿ al-Watanī, FDN o NDF por su nombre en inglés, National Defense Force)  fue un grupo militar sirio organizado por el gobierno de la Siria baazista durante la Guerra Civil Siria. Luego del colapso del régimen baazista, el nuevo régimen sunita del gobierno de transición sirio disolvieron las NDF.
El 1 de junio del 2018, se anuncia que todas las fuerzas paramilitares y milicias pro gubernamentales, serías disueltas tras la campaña por Daraa. Todos sus integrantes fueron reincorporados al ejército o dados de baja si han cumplido con su servicio militar. Entre ellas están:
- National Defense Forces (NDF)
- Infantería de Marina de Siria
- Military Shield Forces

De esta manera, únicamente el ejército y la policía federal tendrían permitido portar armas. El NDF está formado por unidades en varias provincias sirias, cada una de ellas formada por voluntarios locales dispuestos a luchar contra los rebeldes por diversas razones.

## Formación
El objetivo era formar una fuerza altamente motivada, local y efectiva a  partir de milicias progubernamentales. La FDN, en contraste con las fuerzas de la  Shabiha, recibe su salario y equipo militar del gobierno.
A inicios de 2013, el gobierno sirio tomó medidas para formalizar y profesionalizar cientos de milicias del Comité Popular bajo un nuevo grupo denominado Fuerzas de Defensa Nacional.
El objetivo era formar una fuerza eficaz, con base local y altamente motivada a partir de las milicias progubernamentales. El NDF, a diferencia de las fuerzas de Shabiha, recibió salarios y equipo militar del gobierno. Desde la formación del NDF, los miembros de Shabiha se han incorporado a su estructura.
La Coalición Nacional de Fuerzas Revolucionarias y de Oposición Sirias ha definido a Shabiha como las Fuerzas de Defensa Nacional Siria. Hombres jóvenes y desempleados se unen al NDF, que algunos ven como más atractivo que el Ejército sirio, considerado por muchos de ellos como infiltrado por rebeldes, sobrecargado y sin fondos suficientes. Varios reclutas dicen que se unieron al grupo porque miembros de sus familias habían sido asesinados por grupos rebeldes. En algunas aldeas alauitas casi todos los hombres en edad militar se han unido a las Fuerzas de Defensa Nacional.
Otros, como el pueblo druso de la gobernación de Al-Suwayda, se unen para proteger sus tierras del Estado Islámico de Irak y el Levante (ISIS). A finales de junio de 2015, el gobierno sirio comenzó a armar a los ciudadanos de esta gobernación contra ISIS, que acosaba a la población local con Secuestros, ejecuciones y saqueos. Los lugareños se convirtieron en un gran y poderoso contingente del NDF en la gobernación, incluido el prominente Regimiento del Golán.
La creación del NDF fue supervisada personalmente por el comandante de la Fuerza Quds iraní Qasem Suleimani. Los funcionarios de seguridad sirios declararon que recibieron asistencia de Irán y Hezbolá, quienes "desempeñaron un papel clave en la formalización del NDF siguiendo el modelo de la milicia iraní 'Basij'". Los reclutas del NDF recibieron entrenamiento en guerra de guerrillas urbanas del Cuerpo de la Guardia Revolucionaria Islámica (IRGC) y de instructores de Hezbolá en instalaciones dentro de Siria, Líbano e Irán, y esta asociación permaneció vigente desde abril de 2015. Irán ha contribuido a reunir a las milicias vecinas existentes en una jerarquía funcional y les ha proporcionado mejor equipo y entrenamiento. El gobierno de Estados Unidos también ha declarado que Irán está ayudando a construir el grupo según el modelo de su propia milicia Basij, y que algunos miembros están siendo enviados a buscar entrenamiento en Irán.

## Papel
La fuerza actúa como infantería, luchando directamente contra los rebeldes y llevando a cabo operaciones de contrainsurgencia en coordinación con el ejército, que les proporciona apoyo logístico y de artillería.
La FDN es una fuerza secular; muchos de sus miembros provienen de minorías como los alauíes, cristianos o drusos. Según el Washington Post y el Wall Street Journal, la creación del grupo ha sido exitosa, ya que ha jugado un papel crucial en mejorar la situación militar para las fuerzas gubernamentales en Siria desde fines de 2012, cuando muchos analistas predecían la caída de al-Assad y su gobierno.
Según los informes, en junio de 2013 la fuerza contaba con 60.000 personas, y para agosto había ascendido a 100 000. El período de entrenamiento puede variar de 2 semanas a un mes, dependiendo de si el entrenamiento es para combate básico, francotirador o inteligencia. La fuerza tiene un ala compuesta exclusivamente de mujeres con 500 miembros, llamada «Leonas de la Defensa Nacional», que se encarga de operar los puestos de control.
Las unidades trabajan principalmente en sus áreas locales, aunque los miembros también pueden tomar parte en operaciones del ejército. Algunos han asegurado que la FDN hace la mayor parte de la lucha porque sus miembros, al ser locales, tienen un gran conocimiento de la región.
Los oficiales del ejército sirio, que luchan con la confiabilidad y tienen problemas con las deserciones, prefieren cada vez más a los voluntarios de reserva a tiempo parcial del NDF, a quienes consideran más motivados y leales, a los reclutas regulares del ejército para llevar a cabo operaciones de infantería. Un oficial en Homs, que pidió no ser identificado, dijo que el ejército desempeña cada vez más un papel logístico y directivo, mientras que los combatientes del NDF actúan como combatientes sobre el terreno.
El 20 de febrero de 2018, los batallones del NDF se ofrecieron como voluntarios para apoyar al cantón de Afrin contra la Operación liderada por Turquía (Operación Rama de Olivo) contra Afrin. Más recientemente, el NDF ha sido criticado por la escalada y la agresividad con las SDF en las ciudades de Qamishli y en toda la ANES Al-Hasakah, pero la mediación acabó más tarde con las escaramuzas.
Una milicia mayoritariamente cristiana del NDF de Muhrada, dirigida por Simon Al-Wakil, ha sido acusada de crímenes de guerra, por ejemplo masacres en Halfaya en diciembre de 2012 y Kfar Hod en marzo de 2013, y en Al-Lataminah, donde se ha informado que es responsable de la muerte de 200 civiles en fuego de artillería desde un monasterio que ocupaba, y del reclutamiento de niños soldados.

## Organización y entrenamiento
Según un informe, en febrero de 2015 las Fuerzas de Defensa Nacional están organizadas bajo comandantes provinciales y supervisadas libremente por un coordinador nacional que, según se informa, es el general de brigada Ghassan Nassour, aunque fuentes posteriores informan el nombre de Hawash Mohammed. Se considera que las ramas locales actúan con autonomía y no están cohesivas a nivel provincial, aunque hay poca uniformidad.
Las ramas provinciales parecen estar comandadas por un oficial superior cada una. El período de entrenamiento puede variar de 2 semanas a un mes dependiendo de si un individuo está siendo entrenado para combate básico, francotiradores o inteligencia.
Según un análisis de 2022 realizado por Fondo Carnegie para la Paz Internacional dijo que "no tienen experiencia..., están mal equipados y nunca han destacado en el campo de batalla".

### Análisis externo: crítica de los EE. UU.
Michael Weiss en NOW Lebanon los ha descrito como un "ejército guerrillero recién formado" que se ha convertido en "una reinvención profesionalizada de los Comités Populares pro gubernamentales, que eran antes de 2013 milicias alauíes armadas a nivel local que se coordinaban en estrecha colaboración con los servicios de seguridad sirios, los Cuerpos de la Guardia Revolucionaria Islámica (IRGC) y Hezbolá. 
Aron Lund del CTC Sentinel indicó que la FDN se había creado a partir de la unión de centenares de Comités Populares y otros grupos paramilitares en una estructura más formalizada dentro del aparato de seguridad.
El Gobierno de los Estados Unidos, ha afirmado que Irán, aliado de Siria, está ayudando a construir el grupo partiendo del modelo de su propia milicia Basij, con algunos miembros entrenándose en territorio iraní. The Economist la ha descrito como una "nueva milicia sombría".

## Milicias paramilitares

### Fuerzas de Defensa Nacional y milicias progubernamentales
| Milicias sirias | Milicias iraquíes | Milicias afganas                     | Milicias iraníes                                                                                   |
| --- | --- | ------------------------------------ | -------------------------------------------------------------------------------------------------- |
| Public Support & Security Forces Homeland Fortress Forces Guardia Nacionalista Árabe Hussein Lions Brigade Homeland Shield Forces Saladin al Ayoubi Brigade Fuerza de Defensa Nacional Coastal Shield Brigade Syrian Jazeera Shield Desert Hawks Jablowi Batallion Scorpion Brigae Syrian Protection Office Homeland Shield Brigade Imam Mehdi Army Anger Forces Resistencia Siria | Bader Corps Al Zahra Saraya Khorazan Saraya Truthful Brigade Kataeb Hezbollah Saraya Ashura Saraya al Salam Saraya al Jihad Imam Ali Brigade Dhu al Fuqar Brigade Promised Day Brigade Hasan al Mujtaba Brigade Popular Defence Saraya Faithful Promise Corps Amar bin Yasser Brigade Al Hamad Brigade Imam Mehdi Army Asib Ahal al Haq Imam Hussein Brigade Al Nujba Movement Rasali Youth Brigade Abu al Fadi al Abbas Brigade Master of Martyrs Batallion Brigade of Victorious Great Lions Awaiting the Medi Appearance Batallions | Fatamiyoun Brigade Afghani Hezbollah | Fuerza Quds Iranian 65th Brigade Basij Cuerpos de la Guardia Revolucionaria Islámica Nakhsa Forces |
| Milicias libanesas | Milicias palestinas | Milicias sirio palestinas            | Milicias yemení-bahreiní                                                                           |
| Hezbolá Saraya al Ghalboun Harakat al Saaberine Sirio libanesas Tornado Eagles Imam al Baque Brigade | Al Jallel Palestinian Forces Ejército por la Liberación de Palestina Al Baath Battalions Intifada Conquest As-Saika Frente de Lucha Popular Palestina Liberation and Return Saraya | Al Quds Brigade                      | Ansar Allah Saraya al Mukhtar                                                                      |

#### Ismailies (Liwaa Suqour Al-Sahra)
En Al-Salamiyah vive la mayor población ismailí del mundo, una corriente religiosa que ha sido perseguida durante siglos por sus creencias religiosas, similares a las de los drusos. En el inicio del conflicto, los ismailíes permanecieron neutrales, aunque las FSA y el frente al Nusra, trataron de conquistar la ciudad, que fue defendida por el ejército sirio. Al siguiente año, la ciudad fue atacada de nuevo por el Estado Islámico (o Daesh), lo que los obligó a formar un batallón de autodefensas para hacer frente a la persecución religiosa, logrando expulsar al Daesh en el verano de 2015. Tras la ofensiva de éste sobre la carretera Khasnasser - Ithriyah, los ismalíes acudieron al llamado del ejército para liberar a los soldados sitiados en el aeródromo de las Kuweiris, siendo de los grupos más numerosos y agresivos de la campaña. Junto a las fuerzas Cheetah tomaron la localidad fuertemente defendida de Sheikh Ahmad, con lo cual fueron los primeros en alcanzar el aeródromo, rompiendo así el asedio y salvando a 314 soldados. El asalto fue costoso para los ismailíes, que perdieron a su comandante, el capitán de primera clase Ali Eid.

#### Leonesas de la Defensa Nacional
Desde enero de 2013, el NDF tenía un ala de mujeres de 500 miembros llamada "Leonas de la Defensa Nacional", que opera puestos de control en el área de Homs. Las mujeres son entrenadas para usar Kalashnikovs, ametralladoras pesadas y granadas, y se les enseña a asaltar y controlar puestos de control. El grupo femenino más numeroso pertenece al NDF de Homs. En enero de 2024, las Leonas del NDF se disolvieron oficialmente. Las reclutas femeninas lucharán con unidades regulares.

## Financiamiento
La organización no gubernamental francesa de extrema derecha SOS Chrétiens d'Orient (SOSCO) ha llevado a cabo una recaudación de fondos para el NDF según una investigación de la revista Newlines.